# Course en ligne féminine aux championnats d'Europe de cyclisme sur route 2023
La course en ligne féminine aux championnats d'Europe de cyclisme sur route 2023 a lieu le 23 septembre 2023 dans la province de Drenthe, aux Pays-Bas. Elle est remportée par la Néerlandaise Mischa Bredewold.

## Parcours
Le parcours, long de 131,3 km, est globalement plutôt plat. Le départ a lieu à Meppel et l'arrivée à Wijster. Les coureuses parcourent 62 km avant d'accomplir cinq fois le circuit local d'environ 13,8 kilomètres comprenant la courte mais raide montée du col du VAM (Vuil Afvoer Maatschappij), une colline artificielle constituée de déchets industriels, recouverte de terre propre et d'herbe (Vamberg).

## Récit de la course
Les premiers kilomètres voient les attaques de Sara Martín, Audrey Cordon-Ragot et Emilia Fahlin, mais aucune d'entre elles ne prend de l'avance. Dans le premier tour du circuit final, Riejanne Markus sort seule, mais Marlen Reusser la contre. La suivante à attaquer est Floortje Mackaij avec Jelena Erić. Un trio prend ensuite de l'avance avec Élise Chabbey, Soraya Paladin et Erić. La formation néerlandaise maintient néanmoins l'écart à un faible niveau. Le groupe est repris à l'amorce de l'avant-dernier tour. En haut du mont VAM, Katarzyna Niewiadoma place une accélération, mais sans succès. Un groupe de huit sort alors brièvement, mais est repris aux vingt kilomètres. Marlen Reusser attaque un kilomètre plus loin. Elle est marquée par Demi Vollering, Lorena Wiebes et Sara Martín. Lotte Kopecky, Barbara Guarischi, Elinor Barker et Christina Schweinberger reviennent rapidement sur ce groupe. Un regroupement a rapidement lieu. Une échappée avec Mackaij, Marta Jaskulska, Elena Cecchini et Franziska Koch part, mais est rapidement reprise. Le col VAM est monté groupé. Dans cette ascension, Marlen Reusser force le rythme. Elle est suivie par Elisa Balsamo et Pfeiffer Georgi. Demi Vollering les reprend avant le sommet, le peloton est alors réduit à seize athlètes. À dix kilomètres de l'arrivée, Mischa Bredewold sort seule. Emma Norsgaard veut partir en poursuite, mais on ne la laisse sortir qu'à sa seconde tentative. Toutefois la dernière ascension du mont VAM est trop difficile pour la Danoise, qui est reprise. Bredewold s'impose. Lorena Wiebes est deuxième.

## Classement
| \| Classement général \| Classement général \| Classement général \| Classement général \| Classement général \| \| Coureuse \| Coureuse \| Pays \| Équipe \| Temps \| \| ------------------ \| ------------------ \| ------------------ \| ------------------ \| ------------------ \| \| 1re \| Mischa Bredewold \| Pays-Bas \| Pays-Bas \| 3 h 04 min 12 s \| \| 2e \| Lorena Wiebes \| Pays-Bas \| Pays-Bas \| + 4 s \| \| 3e \| Lotte Kopecky \| Belgique \| Belgique \| + 4 s \| \| 4e \| Pfeiffer Georgi \| Royaume-Uni \| Grande-Bretagne \| + 8 s \| \| 5e \| Silvia Persico \| Italie \| Italie \| + 8 s \| \| 6e \| Élise Chabbey \| Suisse \| Suisse \| + 8 s \| \| 7e \| Liane Lippert \| Allemagne \| Allemagne \| + 8 s \| \| 8e \| Anna Henderson \| Royaume-Uni \| Grande-Bretagne \| + 8 s \| \| 9e \| Juliette Labous \| France \| France \| + 11 s \| \| 10e \| Demi Vollering \| Pays-Bas \| Pays-Bas \| + 13 s \| |                  |             |                 |                 |
| |                  |             |                 |                 |
| |                  |             |                 |                 |
| Classement général |                  |             |                 |                 |
| Coureuse | Coureuse         | Pays        | Équipe          | Temps           |
| 1re | Mischa Bredewold | Pays-Bas    | Pays-Bas        | 3 h 04 min 12 s |
| 2e | Lorena Wiebes    | Pays-Bas    | Pays-Bas        | + 4 s           |
| 3e | Lotte Kopecky    | Belgique    | Belgique        | + 4 s           |
| 4e | Pfeiffer Georgi  | Royaume-Uni | Grande-Bretagne | + 8 s           |
| 5e | Silvia Persico   | Italie      | Italie          | + 8 s           |
| 6e | Élise Chabbey    | Suisse      | Suisse          | + 8 s           |
| 7e | Liane Lippert    | Allemagne   | Allemagne       | + 8 s           |
| 8e | Anna Henderson   | Royaume-Uni | Grande-Bretagne | + 8 s           |
| 9e | Juliette Labous  | France      | France          | + 11 s          |
| 10e | Demi Vollering   | Pays-Bas    | Pays-Bas        | + 13 s          |

## Liste des participants
| Pays-Bas NED | Pays-Bas NED       | Pays-Bas NED |
| ------------ | ------------------ | ------------ |
| Num          | Coureuse           | Pos          |
| 1            | Loes Adegeest      | AB           |
| 2            | Mischa Bredewold   | 1re          |
| 3            | Yara Kastelijn     | 49e          |
| 4            | Floortje Mackaij   | 47e          |
| 5            | Riejanne Markus    | 20e          |
| 6            | Shirin van Anrooij | 17e          |
| 7            | Demi Vollering     | 10e          |
| 8            | Lorena Wiebes      | 2e           |

| Italie ITA | Italie ITA        | Italie ITA |
| ---------- | ----------------- | ---------- |
| Num        | Coureuse          | Pos        |
| 9          | Elisa Balsamo     | 60e        |
| 10         | Sofia Bertizzolo  | 55e        |
| 11         | Elena Cecchini    | 24e        |
| 12         | Barbara Guarischi | 58e        |
| 13         | Soraya Paladin    | AB         |
| 14         | Silvia Persico    | 5e         |
| 15         | Ilaria Sanguineti | AB         |
| 16         | Silvia Zanardi    | 62e        |

| Belgique BEL | Belgique BEL          | Belgique BEL |
| ------------ | --------------------- | ------------ |
| Num          | Coureuse              | Pos          |
| 17           | Fauve Bastiaenssen    | 36e          |
| 18           | Audrey De Keersmaeker | 41e          |
| 19           | Valerie Demey         | 37e          |
| 20           | Mieke Docx            | 19e          |
| 21           | Lotte Kopecky         | 3e           |
| 22           | Marieke Meert         | 38e          |
| 23           | Marthe Truyen         | 35e          |

| Suisse SUI | Suisse SUI     | Suisse SUI |
| ---------- | -------------- | ---------- |
| Num        | Coureuse       | Pos        |
| 24         | Caroline Baur  | 33e        |
| 25         | Élise Chabbey  | 6e         |
| 26         | Lea Fuchs      | 67e        |
| 27         | Nicole Koller  | 48e        |
| 28         | Marlen Reusser | 13e        |

| Grande-Bretagne GBR | Grande-Bretagne GBR | Grande-Bretagne GBR |
| ------------------- | ------------------- | ------------------- |
| Num                 | Coureuse            | Pos                 |
| 29                  | Elinor Barker       | 54e                 |
| 30                  | Alice Barnes        | AB                  |
| 31                  | Pfeiffer Georgi     | 4e                  |
| 32                  | Anna Henderson      | 8e                  |
| 33                  | Claire Steels       | 18e                 |
| 34                  | Becky Storrie       | 39e                 |

| France FRA | France FRA          | France FRA |
| ---------- | ------------------- | ---------- |
| Num        | Coureuse            | Pos        |
| 35         | Victoire Berteau    | 15e        |
| 36         | Aude Biannic        | 64e        |
| 37         | Audrey Cordon-Ragot | 66e        |
| 38         | Maëlle Grossetête   | 25e        |
| 39         | Juliette Labous     | 9e         |
| 40         | Marie Le Net        | 27e        |
| 41         | Gladys Verhulst     | AB         |
| 42         | Jade Wiel           | 26e        |

| Pologne POL | Pologne POL          | Pologne POL |
| ----------- | -------------------- | ----------- |
| Num         | Coureuse             | Pos         |
| 43          | Monika Brzeźna       | AB          |
| 44          | Marta Jaskulska      | 51e         |
| 45          | Karolina Kumięga     | AB          |
| 46          | Marta Lach           | 59e         |
| 47          | Katarzyna Niewiadoma | 11e         |
| 48          | Daria Pikulik        | 61e         |
| 49          | Katarzyna Wilkos     | AB          |

| Allemagne GER | Allemagne GER      | Allemagne GER |
| ------------- | ------------------ | ------------- |
| Num           | Coureuse           | Pos           |
| 51            | Katharina Fox      | 63e           |
| 52            | Romy Kasper        | 46e           |
| 53            | Lisa Klein         | AB            |
| 54            | Franziska Koch     | 31e           |
| 55            | Liane Lippert      | 7e            |
| 56            | Hannah Ludwig      | 69e           |
| 57            | Lea Lin Teutenberg | 57e           |

| Danemark DEN | Danemark DEN          | Danemark DEN |
| ------------ | --------------------- | ------------ |
| Num          | Coureuse              | Pos          |
| 58           | Emma Norsgaard Bjerg  | 23e          |
| 59           | Amalie Dideriksen     | AB           |
| 60           | Ellen Hjøllund Klinge | AB           |
| 61           | Rebecca Koerner       | NP           |
| 62           | Cecilie Uttrup Ludwig | 12e          |

| Autriche AUT | Autriche AUT            | Autriche AUT |
| ------------ | ----------------------- | ------------ |
| Num          | Coureuse                | Pos          |
| 63           | Carina Schrempf         | AB           |
| 64           | Christina Schweinberger | 50e          |

| Espagne ESP | Espagne ESP     | Espagne ESP |
| ----------- | --------------- | ----------- |
| Num         | Coureuse        | Pos         |
| 65          | Sandra Alonso   | AB          |
| 66          | Mireia Benito   | AB          |
| 67          | Alicia González | 40e         |
| 68          | Isabel Martin   | AB          |
| 69          | Sara Martín     | 44e         |
| 70          | Usoa Ostolaza   | AB          |
| 71          | Alba Teruel     | 65e         |

| Norvège NOR | Norvège NOR       | Norvège NOR |
| ----------- | ----------------- | ----------- |
| Num         | Coureuse          | Pos         |
| 72          | Susanne Andersen  | 16e         |
| 73          | Marte Berg Edseth | 34e         |

| Slovénie SLO | Slovénie SLO  | Slovénie SLO |
| ------------ | ------------- | ------------ |
| Num          | Coureuse      | Pos          |
| 74           | Eugenia Bujak | 22e          |
| 75           | Špela Kern    | AB           |

| Ukraine UKR | Ukraine UKR        | Ukraine UKR |
| ----------- | ------------------ | ----------- |
| Num         | Coureuse           | Pos         |
| 76          | Maryna Altukhova   | AB          |
| 77          | Olha Kulynych      | 29e         |
| 78          | Valeriya Kononenko | 42e         |
| 79          | Julia Biryukova    | 30e         |

| Luxembourg LUX | Luxembourg LUX    | Luxembourg LUX |
| -------------- | ----------------- | -------------- |
| Num            | Coureuse          | Pos            |
| 80             | Christine Majerus | 21e            |

| Finlande FIN | Finlande FIN     | Finlande FIN |
| ------------ | ---------------- | ------------ |
| Num          | Coureuse         | Pos          |
| 81           | Antonia Gröndahl | AB           |
| 82           | Laura Vainionpää | AB           |

| Tchéquie CZE | Tchéquie CZE      | Tchéquie CZE |
| ------------ | ----------------- | ------------ |
| Num          | Coureuse          | Pos          |
| 83           | Nikola Bajgerová  | 68e          |
| 84           | Jarmila Machačová | AB           |
| 85           | Tereza Neumanová  | 28e          |

| Suède SWE | Suède SWE     | Suède SWE |
| --------- | ------------- | --------- |
| Num       | Coureuse      | Pos       |
| 86        | Emilia Fahlin | 14e       |
| 87        | Hanna Nilsson | 45e       |

| Serbie SRB | Serbie SRB  | Serbie SRB |
| ---------- | ----------- | ---------- |
| Num        | Coureuse    | Pos        |
| 88         | Jelena Erić | 52e        |

| Portugal POR | Portugal POR  | Portugal POR |
| ------------ | ------------- | ------------ |
| Num          | Coureuse      | Pos          |
| 89           | Maria Martins | 71e          |

| Hongrie HUN | Hongrie HUN  | Hongrie HUN |
| ----------- | ------------ | ----------- |
| Num         | Coureuse     | Pos         |
| 90          | Zsófia Szabó | AB          |

| Israël ISR | Israël ISR       | Israël ISR |
| ---------- | ---------------- | ---------- |
| Num        | Coureuse         | Pos        |
| 91         | Rotem Gafinovitz | 43e        |

| Lituanie LTU | Lituanie LTU   | Lituanie LTU |
| ------------ | -------------- | ------------ |
| Num          | Coureuse       | Pos          |
| 92           | Rasa Leleivytė | 32e          |

| Irlande IRL | Irlande IRL  | Irlande IRL |
| ----------- | ------------ | ----------- |
| Num         | Coureuse     | Pos         |
| 93          | Fiona Mangan | 70e         |
| 94          | Alice Sharpe | 53e         |

| Lettonie LAT | Lettonie LAT        | Lettonie LAT |
| ------------ | ------------------- | ------------ |
| Num          | Coureuse            | Pos          |
| 95           | Anastasia Carbonari | 56e          |

| Islande ISL | Islande ISL               | Islande ISL |
| ----------- | ------------------------- | ----------- |
| Num         | Coureuse                  | Pos         |
| 96          | Hafdís Sigurðardóttir     | AB          |
| 97          | Kristin Edda Sveinsdottir | AB          |

| Pays-Bas NED | Pays-Bas NED       | Pays-Bas NED |
| ------------ | ------------------ | ------------ |
| Num          | Coureuse           | Pos          |
| 1            | Loes Adegeest      | AB           |
| 2            | Mischa Bredewold   | 1re          |
| 3            | Yara Kastelijn     | 49e          |
| 4            | Floortje Mackaij   | 47e          |
| 5            | Riejanne Markus    | 20e          |
| 6            | Shirin van Anrooij | 17e          |
| 7            | Demi Vollering     | 10e          |
| 8            | Lorena Wiebes      | 2e           |

| Italie ITA | Italie ITA        | Italie ITA |
| ---------- | ----------------- | ---------- |
| Num        | Coureuse          | Pos        |
| 9          | Elisa Balsamo     | 60e        |
| 10         | Sofia Bertizzolo  | 55e        |
| 11         | Elena Cecchini    | 24e        |
| 12         | Barbara Guarischi | 58e        |
| 13         | Soraya Paladin    | AB         |
| 14         | Silvia Persico    | 5e         |
| 15         | Ilaria Sanguineti | AB         |
| 16         | Silvia Zanardi    | 62e        |

| Belgique BEL | Belgique BEL          | Belgique BEL |
| ------------ | --------------------- | ------------ |
| Num          | Coureuse              | Pos          |
| 17           | Fauve Bastiaenssen    | 36e          |
| 18           | Audrey De Keersmaeker | 41e          |
| 19           | Valerie Demey         | 37e          |
| 20           | Mieke Docx            | 19e          |
| 21           | Lotte Kopecky         | 3e           |
| 22           | Marieke Meert         | 38e          |
| 23           | Marthe Truyen         | 35e          |

| Suisse SUI | Suisse SUI     | Suisse SUI |
| ---------- | -------------- | ---------- |
| Num        | Coureuse       | Pos        |
| 24         | Caroline Baur  | 33e        |
| 25         | Élise Chabbey  | 6e         |
| 26         | Lea Fuchs      | 67e        |
| 27         | Nicole Koller  | 48e        |
| 28         | Marlen Reusser | 13e        |

| Grande-Bretagne GBR | Grande-Bretagne GBR | Grande-Bretagne GBR |
| ------------------- | ------------------- | ------------------- |
| Num                 | Coureuse            | Pos                 |
| 29                  | Elinor Barker       | 54e                 |
| 30                  | Alice Barnes        | AB                  |
| 31                  | Pfeiffer Georgi     | 4e                  |
| 32                  | Anna Henderson      | 8e                  |
| 33                  | Claire Steels       | 18e                 |
| 34                  | Becky Storrie       | 39e                 |

| France FRA | France FRA          | France FRA |
| ---------- | ------------------- | ---------- |
| Num        | Coureuse            | Pos        |
| 35         | Victoire Berteau    | 15e        |
| 36         | Aude Biannic        | 64e        |
| 37         | Audrey Cordon-Ragot | 66e        |
| 38         | Maëlle Grossetête   | 25e        |
| 39         | Juliette Labous     | 9e         |
| 40         | Marie Le Net        | 27e        |
| 41         | Gladys Verhulst     | AB         |
| 42         | Jade Wiel           | 26e        |

| Pologne POL | Pologne POL          | Pologne POL |
| ----------- | -------------------- | ----------- |
| Num         | Coureuse             | Pos         |
| 43          | Monika Brzeźna       | AB          |
| 44          | Marta Jaskulska      | 51e         |
| 45          | Karolina Kumięga     | AB          |
| 46          | Marta Lach           | 59e         |
| 47          | Katarzyna Niewiadoma | 11e         |
| 48          | Daria Pikulik        | 61e         |
| 49          | Katarzyna Wilkos     | AB          |

| Allemagne GER | Allemagne GER      | Allemagne GER |
| ------------- | ------------------ | ------------- |
| Num           | Coureuse           | Pos           |
| 51            | Katharina Fox      | 63e           |
| 52            | Romy Kasper        | 46e           |
| 53            | Lisa Klein         | AB            |
| 54            | Franziska Koch     | 31e           |
| 55            | Liane Lippert      | 7e            |
| 56            | Hannah Ludwig      | 69e           |
| 57            | Lea Lin Teutenberg | 57e           |

| Danemark DEN | Danemark DEN          | Danemark DEN |
| ------------ | --------------------- | ------------ |
| Num          | Coureuse              | Pos          |
| 58           | Emma Norsgaard Bjerg  | 23e          |
| 59           | Amalie Dideriksen     | AB           |
| 60           | Ellen Hjøllund Klinge | AB           |
| 61           | Rebecca Koerner       | NP           |
| 62           | Cecilie Uttrup Ludwig | 12e          |

| Autriche AUT | Autriche AUT            | Autriche AUT |
| ------------ | ----------------------- | ------------ |
| Num          | Coureuse                | Pos          |
| 63           | Carina Schrempf         | AB           |
| 64           | Christina Schweinberger | 50e          |

| Espagne ESP | Espagne ESP     | Espagne ESP |
| ----------- | --------------- | ----------- |
| Num         | Coureuse        | Pos         |
| 65          | Sandra Alonso   | AB          |
| 66          | Mireia Benito   | AB          |
| 67          | Alicia González | 40e         |
| 68          | Isabel Martin   | AB          |
| 69          | Sara Martín     | 44e         |
| 70          | Usoa Ostolaza   | AB          |
| 71          | Alba Teruel     | 65e         |

| Norvège NOR | Norvège NOR       | Norvège NOR |
| ----------- | ----------------- | ----------- |
| Num         | Coureuse          | Pos         |
| 72          | Susanne Andersen  | 16e         |
| 73          | Marte Berg Edseth | 34e         |

| Slovénie SLO | Slovénie SLO  | Slovénie SLO |
| ------------ | ------------- | ------------ |
| Num          | Coureuse      | Pos          |
| 74           | Eugenia Bujak | 22e          |
| 75           | Špela Kern    | AB           |

| Ukraine UKR | Ukraine UKR        | Ukraine UKR |
| ----------- | ------------------ | ----------- |
| Num         | Coureuse           | Pos         |
| 76          | Maryna Altukhova   | AB          |
| 77          | Olha Kulynych      | 29e         |
| 78          | Valeriya Kononenko | 42e         |
| 79          | Julia Biryukova    | 30e         |

| Luxembourg LUX | Luxembourg LUX    | Luxembourg LUX |
| -------------- | ----------------- | -------------- |
| Num            | Coureuse          | Pos            |
| 80             | Christine Majerus | 21e            |

| Finlande FIN | Finlande FIN     | Finlande FIN |
| ------------ | ---------------- | ------------ |
| Num          | Coureuse         | Pos          |
| 81           | Antonia Gröndahl | AB           |
| 82           | Laura Vainionpää | AB           |

| Tchéquie CZE | Tchéquie CZE      | Tchéquie CZE |
| ------------ | ----------------- | ------------ |
| Num          | Coureuse          | Pos          |
| 83           | Nikola Bajgerová  | 68e          |
| 84           | Jarmila Machačová | AB           |
| 85           | Tereza Neumanová  | 28e          |

| Suède SWE | Suède SWE     | Suède SWE |
| --------- | ------------- | --------- |
| Num       | Coureuse      | Pos       |
| 86        | Emilia Fahlin | 14e       |
| 87        | Hanna Nilsson | 45e       |

| Serbie SRB | Serbie SRB  | Serbie SRB |
| ---------- | ----------- | ---------- |
| Num        | Coureuse    | Pos        |
| 88         | Jelena Erić | 52e        |

| Portugal POR | Portugal POR  | Portugal POR |
| ------------ | ------------- | ------------ |
| Num          | Coureuse      | Pos          |
| 89           | Maria Martins | 71e          |

| Hongrie HUN | Hongrie HUN  | Hongrie HUN |
| ----------- | ------------ | ----------- |
| Num         | Coureuse     | Pos         |
| 90          | Zsófia Szabó | AB          |

| Israël ISR | Israël ISR       | Israël ISR |
| ---------- | ---------------- | ---------- |
| Num        | Coureuse         | Pos        |
| 91         | Rotem Gafinovitz | 43e        |

| Lituanie LTU | Lituanie LTU   | Lituanie LTU |
| ------------ | -------------- | ------------ |
| Num          | Coureuse       | Pos          |
| 92           | Rasa Leleivytė | 32e          |

| Irlande IRL | Irlande IRL  | Irlande IRL |
| ----------- | ------------ | ----------- |
| Num         | Coureuse     | Pos         |
| 93          | Fiona Mangan | 70e         |
| 94          | Alice Sharpe | 53e         |

| Lettonie LAT | Lettonie LAT        | Lettonie LAT |
| ------------ | ------------------- | ------------ |
| Num          | Coureuse            | Pos          |
| 95           | Anastasia Carbonari | 56e          |

| Islande ISL | Islande ISL               | Islande ISL |
| ----------- | ------------------------- | ----------- |
| Num         | Coureuse                  | Pos         |
| 96          | Hafdís Sigurðardóttir     | AB          |
| 97          | Kristin Edda Sveinsdottir | AB          |